# Mandala Tayde
Mandala Tayde (n. 27 aprilie 1975, Frankfurt am Main, RFG) este o actriță germană.

## Date biografice
Mandala Tayde provine dintr-o familie indo-germană din Frankfurt. După un curs intensiv de actorie ea se mută în 1997 la Londra și apoi în Italia unde joacă în filmul "Fuochi d’Artificio". Ea devine cunoscută în Germnania prin rolul jucat în filmul comic "Meine verrückte türkische Hochzeit". Ea a mai jucat într-o serie de filme germane, italiene și franceze. Mandala Tayde a fost distinsă cu Premiul Adolf Grimme.

## Filmografie (selectată)
- 1996: Die Rückkehr des Sandokan
- 1997: Deșertul de foc (Deserto di fuoco), regia Enzo G. Castellari, prințesa Amina
- 1998: Tristan und Isolde - Eine Liebe für die Ewigkeit (TV)
- 2000: Tödliche Wildnis – Sie waren jung und mussten sterben (TV)
- 2000: Liebe pur (TV)
- 2001: Rote Karte für die Liebe (Santa Maradona)
- 2001: Dil Chahta Hai
- 2001: Days of Grace
- 2005: Meine verrückte türkische Hochzeit (TV)
- 2006: Vater auf der Flucht (TV)
- 2008: Tatort – Familienaufstellung
- 2009: Wilsberg – Oh du tödliche…
- Seriale ca SOKO Leipzig